# Per Adlerheim
Per Adlerheim, född 1712, död 1789, var en svensk ämbetsman inom bergsbruket och Linnés lärjunge. 

## Biografi
Per Adlerheim var son till banksekreteraren Peter Arosell, som adlats Adlerheim, och Catharina Margareta Franc, dotter till landshövding Peder Franc och Johannes Matthiæ Gothus dotter Catharina Oljeqvist. Sedan han 1734 blivit auskultant i Bergskollegium, blev han 1739 extra notarie där. 
År 1741 var Adlerheim en av "de sex unga herrar" som följde Carl von Linné på dennes vetenskapliga resa till Öland och Gotland, som Manufakturkontoret finansierade. Adlerheim hade den inofficiella titeln Oeconomus det vill säga att han medföljde för att utröna sådant som hade med jordbruk, fiske, jakt, handel, båtar och smide att göra, medan Johan Moraeus fick titeln Mineralogus. Han invaldes 1742 i Vetenskapsakademien.
Han utsågs 1746 till bergmästare över Tionde bergmästardömet, Västerbotten med lappmarkerna, där han var ända till 1760. Under tiden i Norrland fortsatte Adlerheim med att företa vetenskapliga obserservationer för Linné, och var 1748 den förste att beskriva vad de klassificerade som en lappländsk tringa, Tringa lobata, numera känd som smalnäbbad simsnäppa, samt berättade att svartkråkan hade ett habitat i Västerbotten. I egenskap av bergmästare inlämnade han ett kartografiskt arbete, Swappawara koppar och järngrufwor uti Torneå lappmark.
År 1760 lämnade han bergmästardömet, för en tjänst som assessor i Bergskollegium, och blev 1762 bergsråd.
Adlerheim var gift med en dotter till landshövding Isak Perman som adlats Olivecrona. Deras enda barn, Per Adlerheim, var ryttmästare vid Adelsfanan.